# Matthias Ponnier

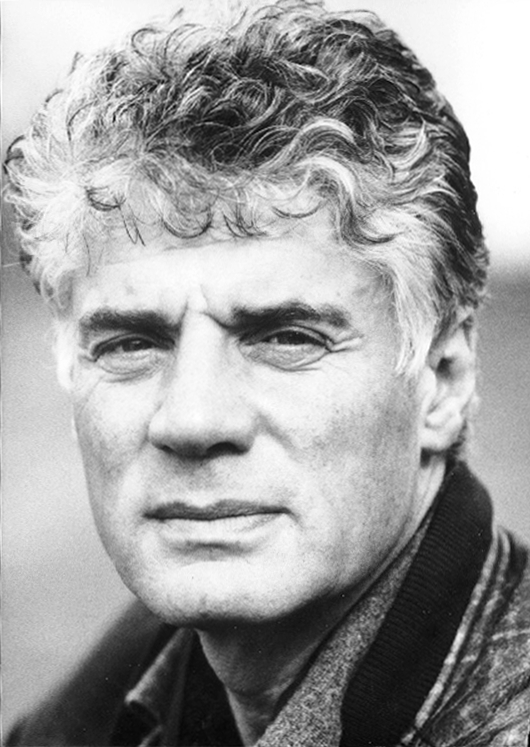
Matthias Ponnier (2010)

Matthias Ponnier (* 26. März 1940 in Berlin; † 4. Dezember 2024) war ein deutscher Schauspieler und Hörspielsprecher.

## Leben
Nach Schauspielunterricht bei Hilde Körber gab er 1966 an den Städtischen Bühnen Münster sein Bühnendebüt. Bis 1971 erhielt er Engagements am Staatstheater Wiesbaden, Landestheater Hannover und an den Bühnen der Stadt Köln, danach arbeitete Ponnier als freischaffender Schauspieler.
1966 verkörperte er an den Städtischen Bühnen Münster Puck in Ein Sommernachtstraum, wofür er den Förderpreis des Landes Nordrhein-Westfalen erhielt. Beim Staatstheater Wiesbaden stand er in Tom Stoppards Rosenkranz und Güldenstern und Harold Pinters Die Heimkehr auf der Bühne. In Köln spielte er in Edward Bonds Gerettet und in Jules Feiffers Kleine Morde.
Ponnier übernahm zahlreiche Fernsehrollen, arbeitete als Hörspielsprecher, bei Dichterlesungen, sprach Hörbücher und war als Sprecher an Fernsehsendungen beteiligt, unter anderem bei ttt – titel, thesen, temperamente. Als Hörspielsprecher führt er die Liste der deutschsprachigen Sprecher mit den meisten Hörspielen (1112 „Einsätze“) an.
Ponnier wohnte über mehrere Jahrzehnte in Königswinter (Stadtteil Ittenbach).

## Filmografie (Auswahl)
- 1965: Es geschah in Berlin – Als gestohlen gemeldet...
- 1969: In dieser Hölle
- 1971: Napoleon und Joghurt
- 1972: Nocturno
- 1973: Nestwärme
- 1973: Tatort – Kressin und die zwei Damen aus Jade
- 1975: Das Messer im Rücken
- 1975: Frau von Bebenburg
- 1976: Freiwillige Feuerwehr
- 1977: Planübung
- 1977: Sonderdezernat K1 – Der Regen bringt es an den Tag
- 1977: Cecile
- 1978: Das Doppelleben des Wilfried E.
- 1978: Heroin 4
- 1979: Tatort – Mitternacht, oder kurz danach
- 1979: St. Pauli-Landungsbrücken (Fernsehserie, eine Folge)
- 1979: Es begann bei Tiffany
- 1979: Jauche und Levkojen (TV-Serie)
- 1980–1988: SOKO 5113 (TV-Serie, drei Folgen)
- 1980: Tatort – Streifschuß
- 1981: Derrick: Die Schwester (TV-Serie)
- 1982–1998: Ein Fall für zwei (TV-Serie, drei Folgen)
- 1982: Der Heuler
- 1983: Wer raucht die letzte?
- 1983: Die Krimistunde (Fernsehserie, Folge 6, Episode: „Die Abrechnung“)
- 1984: Die Krimistunde (Fernsehserie, Folge 10, Episode: „Einzige Frage: Wie?“)
- 1985: Zirkuskinder
- 1986: Die Stunde des Léon Bisquet
- 1987: Die Insel (Fernsehserie, 6 Folgen)
- 1987: Tatort – Eine Million Mäuse
- 1988: Die Krimistunde (Fernsehserie, Folge 30, Episode: „Der Preis der Erkenntnis“)
- 1988: Die Männer vom K3 – Schützenfest
- 1989: Peter Strohm – Der zweite Mann, Fernsehserie, Staffel 1, Folge 10
- 1993: Ein Mann für meine Frau
- 1993: Tatort – Bienzle und die schöne Lau
- 1993: Schwarz Rot Gold – Made in Germany
- 1995: Polizeiruf 110 – Grawes letzter Fall
- 1996: Tatort – Bienzle und der Traum vom Glück
- 1997: Ärzte (TV-Reihe, sechs Folgen)
- 1998: Les pédiatres
- 1999: Wut im Bauch
- 1999: Tatort – Bienzle und die blinde Wut
- 2003: Der kleine Mönch (TV-Serie, eine Folge)
- 2004: Edel & Starck (TV-Serie, eine Folge)
- 2004: Polizeiruf 110 – Barbarossas Rache

## Hörbücher (Auswahl)
- 2003: Monsieur Ibrahim und die Blumen des Koran. Von Eric-Emmanuel Schmitt, Der Audio Verlag, ISBN 978-3-89813-278-7 (Lesung, 1 CD, 80 Min.)
- 2005: Das Geheimnis des Fahrradhändlers. 1 CD. Der Audio Verlag, ISBN 978-3-89813-456-9.
- 2007: Cosma und die Briganten. 2 CDs. Der Audio Verlag, ISBN 978-3-89813-696-9.
- 2008: Die Macht des positiven Denkens. Von Joseph Murphy, Der Audio Verlag (DAV), Berlin, ISBN 978-3-89813-789-8 (Lesung, 4 CDs, 254 Min.)
- 2010: Vom Sumo, der nicht dick werden konnte. Von Eric-Emmanuel Schmitt, Der Audio Verlag, ISBN 978-3-89813-945-8 (Lesung, 2 CDs, 103 Min.)
- 2011: Die Träumerin von Ostende – Erzählungen. Von Eric-Emmanuel Schmitt, Der Audio Verlag, ISBN 978-3-86231-099-9 (Lesung, 4 CDs, 316 Min.)
- 2019: Die Blendung. Von Elias Canetti, Der Audio Verlag, ISBN 978-3-7424-0926-3 (Lesung, 2 MP3-CDs, 20 Std, 54 Min.)
- 2024: Das Lob der Torheit. Von Erasmus von Rotterdam, Der Audio Verlag, ISBN 978-3-7424-3151-6 (Lesung, 1 MP3-CD, 2 Std, 44 Min.)

## Hörspiele (Auswahl)
- 1967: Antti Kalevi Hyry: Auf dem Moor (Aimo) – Regie: Hans Bernd Müller (Hörspiel – SDR)
- 1971: Ror Wolf: Auf der Suche nach Dr. Q 1: Der Chinese am Fenster – Regie: Raoul Wolfgang Schnell (Hörspiel – WDR/HR)
- 1972: Robert Sheckley: Der Minimalforscher (Science Fiction-Hörspiel – Südwestfunk)
- 1975: Raymond Ragan Butler: Lachen ist gut für die Seele – Regie: Peter Michel Ladiges (Hörspiel – SWF)
- 1976: Heinrich Goertz: Joachimstaler '35 (Der Junge) – Regie: Wolfgang Wölfer (Hörspiel – SFB)
- 1984: Ekkes Frank: Das Glück der Erinnerung – Regie: Andreas Weber-Schäfer
- 1985: Janwillem van de Wetering: Der Commissaris geht in Kur – Regie: Peter Michel Ladiges (Kriminalhörspiel – SWF/SFB)
- 1993: Horst Bosetzky: Wirklich bestialisch – Regie: Holger Rink (Kriminalhörspiel – WDR)
- 1995: Bram Stoker: Dracula – Regie: Annette Kurth (WDR )
- 2004: Bodo Traber: Das Kreuz auf dem Erlenberg – Regie: Thomas Leutzbach (Hörspiel – WDR)
- 2010: Tennessee Williams: Licht unter Tage – Regie: Annette Kurth (WDR)
- 2013: Walter van Rossum: Eine unordentliche Liebe um 1913 – Regie: Walter van Rossum (Hörspiel – DLF)
- 2019: Lothar Schöne: Der Mona Lisa-Mord – Regie: Annette Kurth (WDR)
- 2020: Wolfgang Zander: Der Fall Meng Meng (Oberrat) – Regie: Jörg Schlüter (Kriminalhörspiel – WDR)